# پوشش دور ستاره‌ای
پوشش دور ستاره‌ای (انگلیسی: Circumstellar envelope) یا (CSE) بخشی از یک ستاره است که شکلی تقریباً کروی دارد و از نظر گرانشی به هسته ستاره متصل نیست. معمولاً پوشش‌های دور ستاره‌ای از باد متراکم ستاره‌ای تشکیل می‌شوند یا این که پیش از تشکیل ستاره وجود داشته‌اند. پوشش‌های دور ستاره‌ای ستارگان قدیمی (متغیرهای میرا و ستارگان OH/IR) در نهایت به سحابی‌های پیش سیاره‌ای تبدیل می‌شوند و پوشش‌های دور ستاره‌ای اجرام ستاره‌ای جوان به قرص پیش‌سیاره‌ای تبدیل می‌شوند.

## انواع پوشش‌های دور ستاره‌ای
- پوشش‌های دور ستاره‌ای از ستاره‌های AGB
- پوشش‌های دور ستاره‌ای در اطراف اجرام ستاره‌ای جوان